# Giorgos Chouliarakis
Yorgos Juliarakis o George Chouliarakis (griego: Γιώργος Χουλιαράκης; n. Iasmos, Macedonia Oriental y Tracia, Grecia, ¿?) es un político, economista y profesor griego. Desde el 28 de agosto hasta el 23 de septiembre de 2015, fue Ministro de Finanzas de Grecia, en el gabinete de la primera ministra interina Vasilikí Thanou.

## Biografía
Licenciado en Economía por la Universidad de Atenas, seguidamente se trasladó a Inglaterra donde realizó una maestría por la Universidad de Londres y un doctorado por la Universidad de Warwick.
Tras finalizar su formación universitaria, comenzó siendo dando clases de economía en la Universidad de Essex (Colchester, Reino Unido) y ha sido investigador en el Instituto de Investigación de Empleo de la Universidad de Warwick.